# ليز هاو
ليز هاو (27 أكتوبر 1959- 31 مارس 2019) هي عالمة بيئة بريطانية ومتخصصة في علم الزواحف. إشتهرت بأنها إحدى منسقي المسح الميداني الشامل للموائل الطبيعية في ويلز، والذي نُشر في عام 2010.